# Ingyō Tennō
Ingyō Tennō (允恭天皇?) (? - 8 de febrero de 453 en el calendario gregoriano) fue el decimonoveno emperador de Japón según el orden tradicional de sucesión. No existen fechas firmes acerca de este emperador y su reinado, pero se cree que gobernó el país entre el duodécimo mes de 412 y el decimocuarto día del primer mes de 453 según el calendario lunisolar. Su nombre personal fue O Asazuma Wakugo no Sukune no Mikoto (雄朝津間稚子宿禰尊).

## Biografía
Según el Kojiki y el Nihonshoki fue el cuarto hijo de Nintoku Tennō y de su consorte Iwanohime, por consiguiente hermano menor de su predecesor, Hanzei Tennō. Tomó posesión en el trono después de la muerte de Hanzei y gobernó durante 41 años. Su emperatriz consorte fue Oshisaka no Ōnakatsu no Hime (忍坂大中姫). Tuvieron cinco hijos y cuatro hijas, incluyendo al Emperador Ankō y al Emperador Yūryaku.
Cuando murió el Emperador Hanzei, y los ministros le ofrecieron el cargo de emperador a Ingyō por primera vez, no aceptó porque sentía que era un hombre débil ya que había quedado incapaz de caminar debido a una parálisis de las piernas que contrajo al comprobar su virilidad. Por este motivo, el trono de Japón estuvo sin emperador por más de un año. Desesperados, le volvieron a pedir que fuera emperador y aceptó, convirtiéndose en el primer emperador japonés abiertamente minusválido. Poco después, vino un médico del Reino de Silla (actual Corea) que consiguió curarle la enfermedad, habilitando de nuevo al Emperador Ingyō. El emperador le agradeció libremente antes de despedirle a su país de origen. 
Sotōrihime (衣通姫), literalmente princesa bella de la cual brilla a través de su ropa, admirada todavía hoy en Japón por su poesía, fue el nombre popular de la concubina de emperador Ingyō y la hermana menor de la emperatriz consorte. Debido a que Sotoorihime temía a su hermana mayor, que era la amante legítima del emperador, ella se instaló en un palacio separado que le proveyó el emperador en Chinu (茅淳) (actualmente en el sur de Osaka) y, pudiendo de nuevo caminar el emperador Ingyō, éste le visitó frecuentemente. 
Reformó el sistema de los nombres de las familias y clanes, debido a que muchos se ponían nombres falsos usando nombres de familia y clanes de clase alta. Un cuento relata que uno de los problemas que como emperador tuvo Ingyō fue por gente que trataba de reivindicar falsamente derechos como nobles. Anunció con autoridad divina (todos los emperadores japoneses eran considerados dioses) que como solución la nobleza sería comprobada únicamente tras sumergir los brazos del presunto noble en agua hirviendo. Según Ingyō, los dioses protegerían sólo a aquellos que decían la verdad. El día de la prueba, sólo unas cuantas personas aparecieron y Ingyō premió a éstos con todos los títulos nobiliarios que decían poseer sin que fuera necesario sumergir los brazos en agua hirviendo. Esto resultó muy eficaz y posteriormente poca gente se declaró como noble sin verdaderamente serlo. 
Los eruditos actuales lo identifican con el rey Sai en el Libro de Song, que fue el rey de Wa (Japón según los antiguos chinos) y que envió mensajeros en la dinastía Song al menos dos veces, en 443 y 451.
Tras la muerte de Ingyō a una edad mayor de 100 años, los nobles de Silla mandaron a Japón ochenta barcos, con ochenta músicos vestidos de negro para su funeral. Algunos dicen que este instante fue la primera vez que los japoneses vieron el koto, instrumento que llegaría a tener un papel muy importante en la cultura y música japonesa.

## Genealogía
- Emperatriz Consorte: Oshisaka no Ōnakatsu no Hime
  - Primer Príncipe Imperial: Kinashi no Karu no Miko (木梨軽皇子) - Príncipe de la Corona
  - Primera Princesa Imperial: Nagata no Ōiratsume no Miko (名形大娘皇女)
  - Segundo Príncipe Imperial: Sakai no Kurohiko no Miko (境黒彦皇子)
  - Tercer Príncipe Imperial: Anaho no Miko (穴穂皇子) - Emperador Ankō
  - Segunda Princesa Imperial: Karu no Ōiratsume no Miko (軽大娘皇女)
  - Cuarto Príncipe Imperial: Yatsuri no Shirahiko no Miko (八釣白彦皇子)
  - Quinto Príncipe Imperial: Ōhatsusewakatakeru no Miko (大泊瀬稚武皇子) - Emperador Yūryaku
  - Tercera Princesa Imperial: Tajima no Tachibana no Ōiratsume no Miko (但馬橘大娘皇女)
  - Cuarta Princesa Imperial: Sakami no Himemiko (酒見皇女)
- Princesa Concubina: Sotōrihime